# Jefferson Shreve

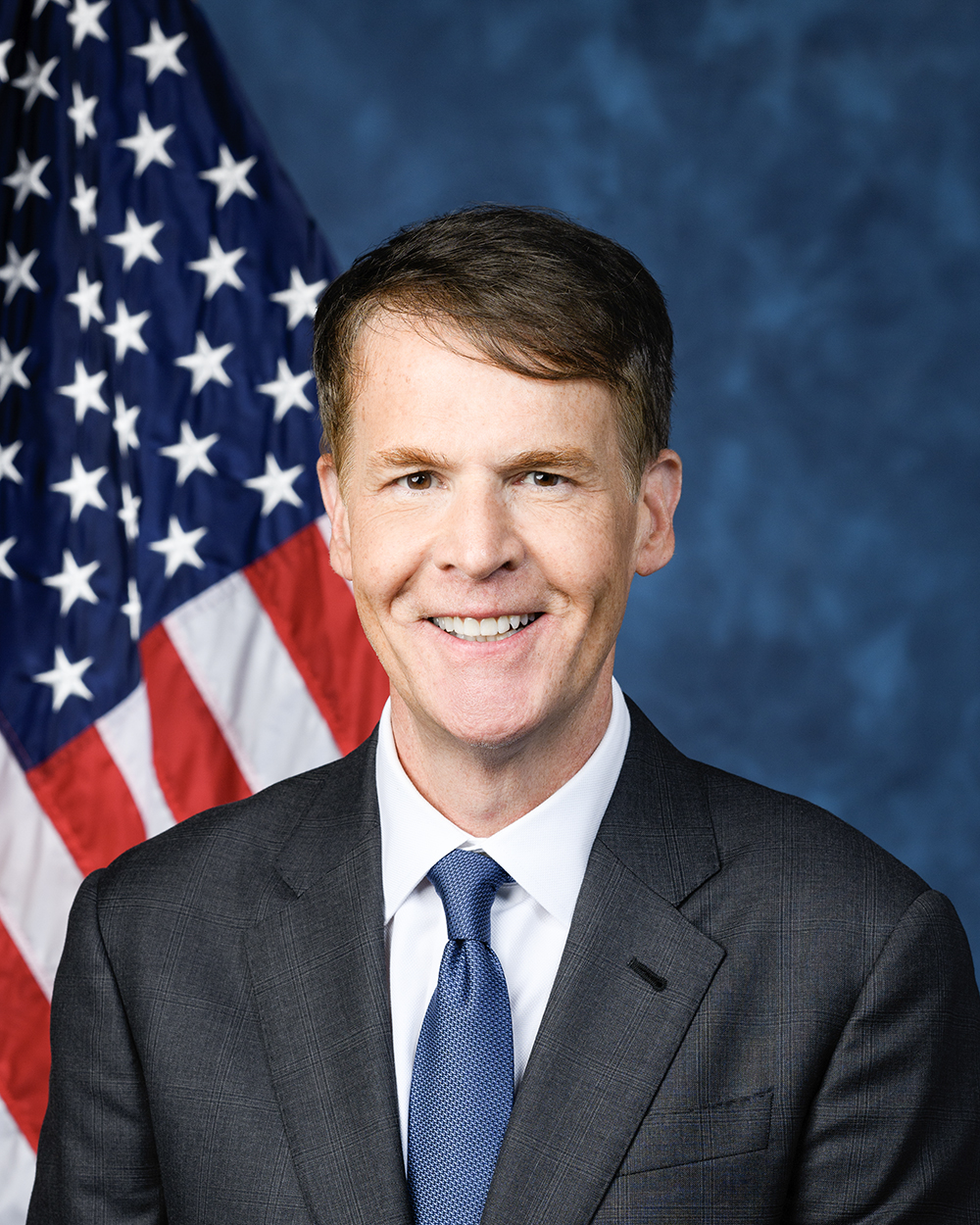
Jefferson Shreve (2025)

Jefferson Shreve (* 24. September 1965) ist ein US-amerikanischer Unternehmer und Politiker der Republikanischen Partei. Im Jahre 2023 kandidierte er erfolglos als Bürgermeister von Indianapolis. 2024 wurde er dann im 6. Kongresswahlbezirk Indianas in das Repräsentantenhaus der Vereinigten Staaten gewählt.

## Leben
Jefferson Shreve wuchs im Stadtteil University Heights von Indianapolis auf. Er studierte zunächst Politikwissenschaft an der Indiana University und erlangte danach an der University of London den Grad eines Master of Arts in internationaler Diplomatie. Nachdem er 1998 seine Studien in London abgeschlossen hatte erlangte er später im Leben noch einen Master of Business Administration an der Purdue University. Diesen letzten akademischen Grad erlangte er 2003.
Shreve war als Betreiber eines mit seiner Ehefrau gegründeten Lagerunternehmens selbstständig. 2022 übernahm Extra Space Storage Inc. das Unternehmen für 590 Millionen Dollar und Shreve wurde Vorstandsmitglied bei Extra Space Storage.
Er ist verheiratet, aber kinderlos. Das Ehepaar lebt im Perry Township.

## Politik
Jefferson Shreve war von 2013 bis 2016 und später von 2018 bis 2020 Mitglied des Stadtrates (city council ) von Indianapolis. 2018 und 2021 wurde Shreve in das Indiana Republican State Committee gewählt. Er war Delegierter bei der Republican National Convention 2016 und 2020, bei denen Donald Trump jeweils zum Präsidentschaftskandidaten der Republikaner gewählt wurde.
Er kandidierte 2023 für das Amt des Bürgermeisters von Indianapolis, mit Innerer Sicherheit als Hauptwahlkampfthema. Obwohl er mehr als 13 Millionen Dollar in den Wahlkampf investiert hatte, musste er sich dem Demokraten Joe Hogsett letztlich geschlagen geben.
Zwei Monaten nach der verlorenen Bürgermeisterwahl teilte der Abgeordnete Greg Pence mit, dass er nicht erneut im 6. Kongresswahlbezirk kandidieren werde, und Shreve beschloss zu kandidieren. Mit erneuten Millioneninvestitionen gewann er die republikanische Vorwahl in dem Kongresswahlbezirk gegen sechs Mitbewerber. Er erhielt in der Vorwahl 28,4 % der Stimmen. Die Hauptwahl im November konnte er gegen die Demokratin Cynthia Wirth und andere Kandidaten mit 63,9 % für sich entscheiden.